# Ferdinand Lousbergs

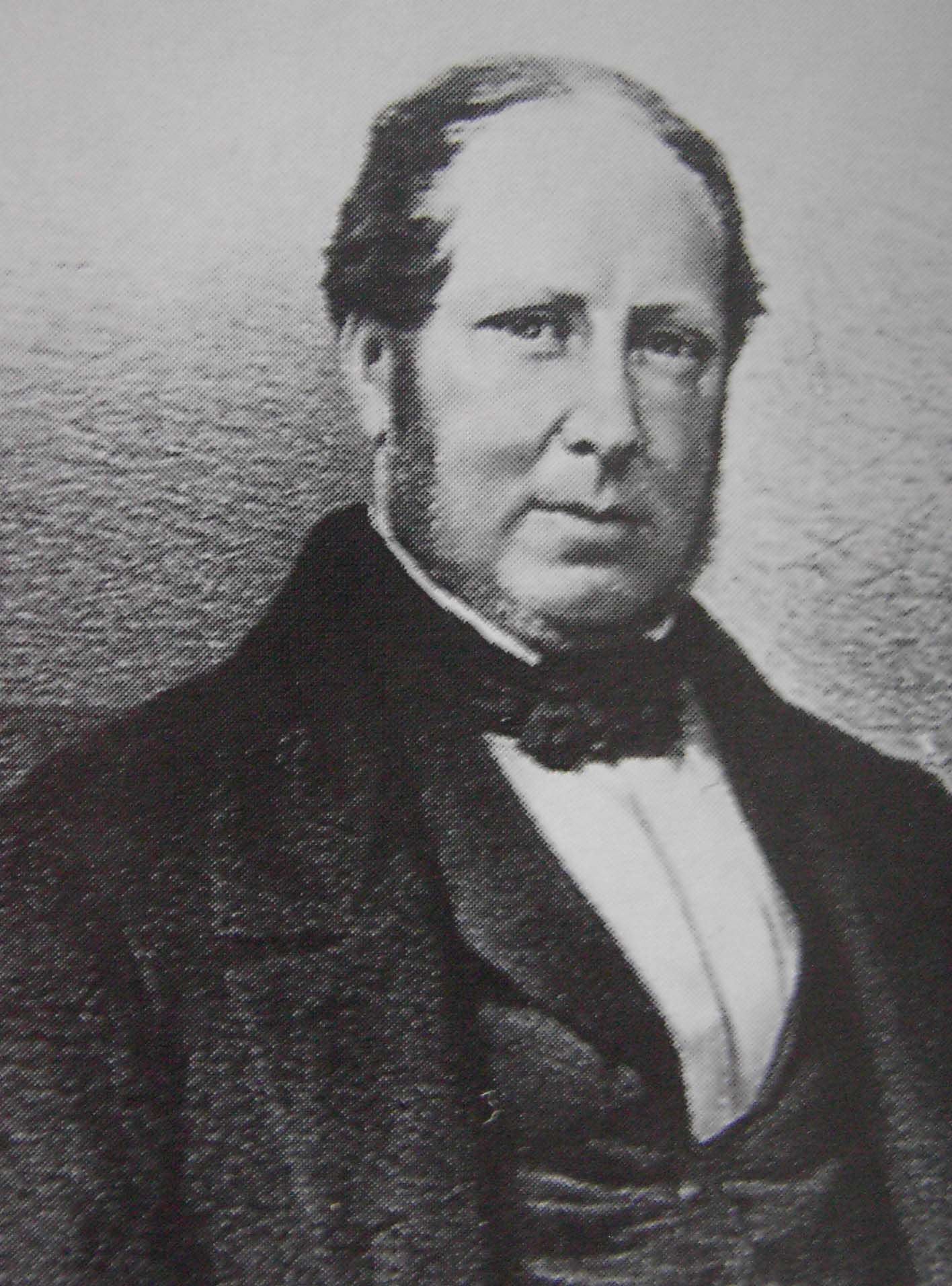
Ferdinand Lousbergs.

Ferdinand Lousbergs (Gent, 31 augustus 1799 - aldaar, 31 augustus 1859), is in het Oost-Vlaamse Gent in België vooral bekend als textielfabrikant en als mecenas. Hij was de zoon van Hubert Lousbergs en Helena Smeulders.

## Textiel
Ferdinand Lousbergs werd geboren in een familie die afkomstig was uit het Nederlandse Maastricht, die reeds vanaf het einde van 18e eeuw actief was in de verwerking van katoen. In 1784 kwam de familie zich te Gent vestigen en verschillende leden waren ook daar actief in de textielnijverheid. Na wisselend succes werd Ferdinand Lousbergs in 1823 eigenaar van een moderne katoenspinnerij- en weverij op de Reep die bij zijn dood 1.500 arbeiders in dienst had. Het bedrijf sloot zijn deuren tijdens de crisis van de jaren dertig van de 20e eeuw. 
Het was gelegen op de plaats waar de Kapucinessen of Grijze Zusters zich in 1699 kwamen vestigen. In 1796 werden ze gedwongen te verhuizen door de Franse bezetters die de gebouwen vernielden. Op de site is nu de Sint-Bavohumaniora gevestigd.

## Instituut

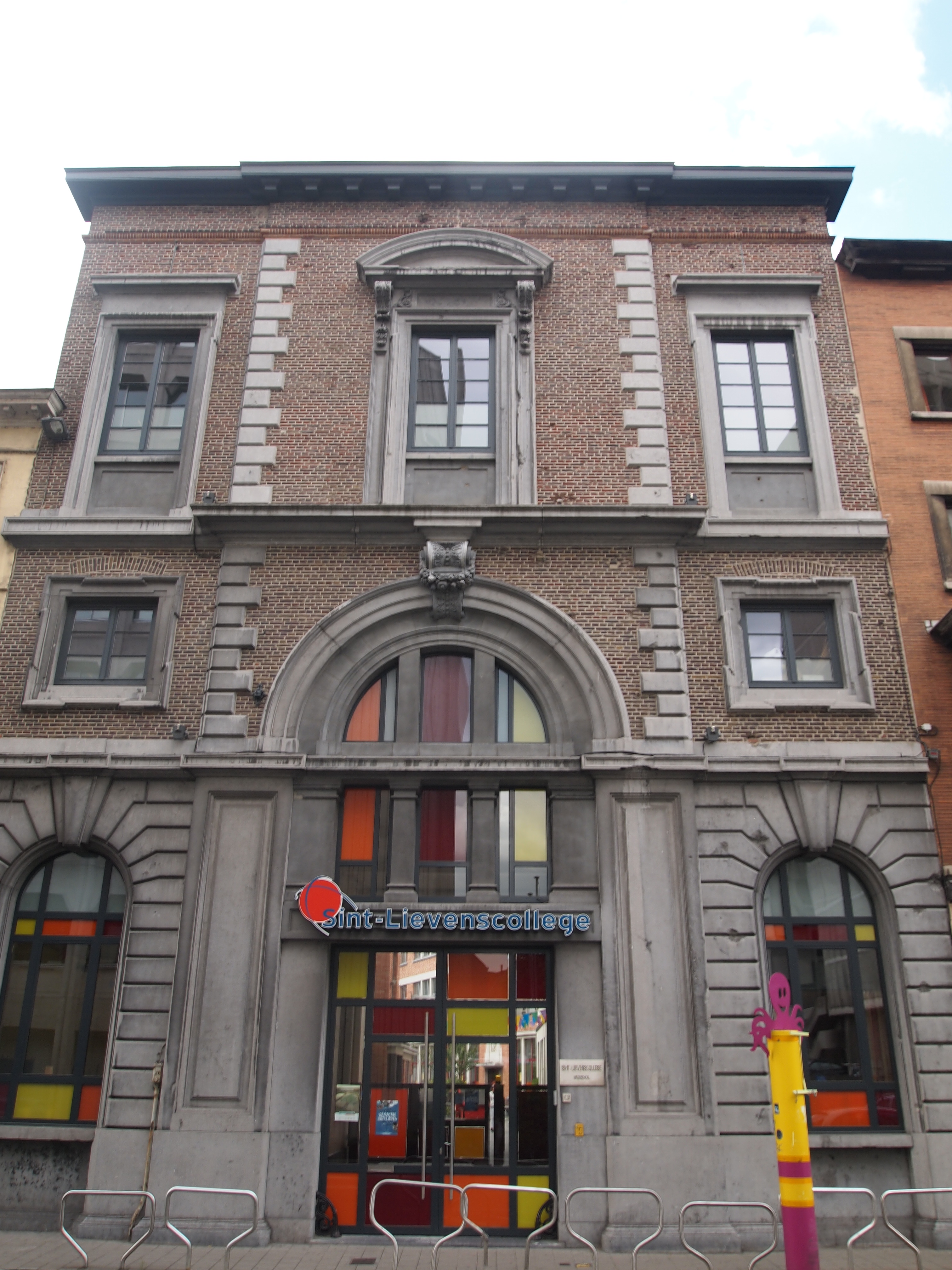
Ere-ingang van de katoenspinnerij in de Keizer Karelstraat

Ferdinand Lousbergs woonde in de Keizer Karelstraat, zowel zijn voormalig stadspaleis als de toegangspoort tot de fabriek (nu de ingang van de basisschool van het Sint-Lievenscollege) zijn nu nog zichtbaar. Bij zijn overlijden in 1859 was er een schenking voorzien van 400.000 frank (€ 9.915), alsook grond voor de bouw voor een instituut voor gehandicapten en gepensioneerden met voorrang aan zijn eigen mannelijke arbeiders.
De nalatenschap werd door de familie aangevochten en na enkele rechtszaken kon de zaak toch doorgaan. Het instituut werd geopend in 1865 langs de huidige Ferdinand Lousbergskaai. Het bleef in gebruik tot eind 20e eeuw, waarna het werd verbouwd tot lofts en kantoren. Ondertussen had het OCMW voor de bejaarden van Gent een nieuwe verblijfplaats voorzien.

## Schrijnend
In 1915 werd het bejaardenhuis opgeëist door de Duitse bezetters en moest het dienen om prostituees in onder te brengen. Het argument was dat zij een bedreiging vormden voor de gezondheid van hun soldaten. Volgens archieven verbleven er in 1918 niet minder dan 1020 vrouwen. Armoede lag aan de basis van deze schrijnende toestand, zo was er een meisje van 14 jaar dat er een kind baarde, terwijl haar moeder (32) en grootmoeder (54) daar ook verbleven.